# ストレンジャー (ビリー・ジョエルの曲)
「ストレンジャー」（The Stranger）は、ビリー・ジョエルの楽曲。1977年発売の同名アルバムに収録されている。日本では、同アルバム収録の曲「ムーヴィン・アウト」をセットにしたシングルが1978年に発売された。

## 解説
曲の最初と最後では、バンド演奏をバックに静かに奏でられるピアノのメロディと共にビリー本人による口笛が用いられている。ビリーは当初、この口笛のフレーズを何らかの管楽器で演奏するつもりでいたが、フレーズを説明するために口笛でメロディーを吹いたところ、プロデューサーのフィル・ラモーンがこれを気に入ってビリーを説得し、最終的に口笛による演奏に変更された。なおシングル・カットにあたってはこの口笛のうち最後に差し掛かる前にフェード・アウトするように処理された（演奏時間はアルバム・バージョンと比較して約1分短くなった）。
シングルは全米ではリリースされておらず、また、リリースされたオーストラリアの音楽チャートでは59位に終わっているが、日本ではソニーのラジカセ「ZILBA-P」のCMソングに起用された影響などから突出した人気となり、1978年8月21日付のオリコン総合チャートで2位を獲得、当時の洋楽としては異例の50万枚の売上を記録し、1978年の年間洋楽セールスで1位となった。また、1996年にはホンダ・CR-VのCMソングとして起用された。

## 収録曲
1. ストレンジャー - "The Stranger" [4:20]
2. ムーヴィン・アウト（英語版） - "Movin' Out (Anthony's Song)" [3:27]

## チャート
| チャート (1978) | ピーク 順位 |
| --------------- | ----------- |
| オーストラリア  | 59          |
| 日本            | 2           |